# 盈方体育传媒
盈方体育传媒公司 是全球第二大体育营销公司，总部位于位于瑞士楚格。 公司主要业务为处理国际体育活动的媒体转播权和营销权，并提供包括广告、赞助和主办活动等体育服务。 盈方发行了所有七个冬季奥林匹克运动会， 数个夏季体育组织，以及FIS世界杯的媒体转播权。盈方创立于2002年年底，由CWL,Prisma和KirchSportAG公司合并而成，除瑞士总部外，盈方集团还在奥地利、中国、芬兰、法国、德国、意大利、新加坡、瑞典、等拥有大型赛事举办权的10个国家设有20个分部，员工人数超过500人。有35个办事处，根据地理位置不同，分属于不同的子公司。
盈方体育传媒是全球最大的体育媒体制作及转播公司之一，公司拥有版权的媒体转播时长达每年4000赛事／天，日均转播赛事超过10个（包括20个世界冠军级赛事），涵盖25个体育项目，在冬季运动和足球领域全球排名第一。

## 历史
盈方体育传媒成立于2002年，目的是通过电视和广播转播2002年国际足联世界杯赛事。 盈方体育传媒公司合并了两个瑞士市场营销公司——CWL和Prisma体育和媒体。 盈方以足球业务起家，但在2005年，该公司失去了大部分国际足联的业务。 目前，该公司分为夏季运动项目和冬季运动项目两部分(以奥运会为基准)，也有专门的足球、耐力和数字媒体等业务。 2011年前，盈方为股东所有。 2011年9月，欧洲的私人股权投资公司Bridgepoint收购了盈方公司。
2015年2月，中国的企业集团万达集团在竞标中获胜，从Bridgepoint手中以超过十亿欧元的价格收购了盈方。 2015年11月，万达宣布将盈方与举办铁人项目的世界铁人公司组成万达体育。

## 业务
在冬奥会项目所归属的7个国际体育协会中，盈方代理了其中的6个，包括国际冰球联合会（IIHF）、国际滑雪联合会（FIS）、国际冬季两项联盟（IBU）、国际雪车联合会（IBSF）、国际雪橇联合会（FIL）、国际冰壶联合会（WCF）。
盈方与国际足联（FIFA）合作始于1999年，与电通合作进行亚洲地区转播权的销售。在欧足联（UEFA）方面，盈方为2012年欧洲杯的所有比赛场馆提供了最尖端的LED系统。盈方还与德国足协等多个国家的足球协会合作，与意大利甲、乙级足球联赛，瑞士足球联赛，以及AC米兰、云达不莱梅、沙尔克04等顶级足球俱乐部建立了长期合作伙伴关系。盈方在足球领域拥有的核心资源超过30个，包括10个国家的13家足球俱乐部。2018 FIFA世界杯中，盈方集团为赛事提供主转播服务，3300人团队服务赛事。这是盈方连续第五次成为FIFA世界杯的主转播商。盈方曾为世界杯提供多个领域的支持服务，包括赛事转播、亚太地区媒体销售、FIFA全部历史素材管理、广告宣传等。在主转播商转播服务之外，盈方主要管理FIFA的亚太地区媒体销售、FIFA存档素材、FIFA赞助商服务和额外服务。另，盈方已被国际足联指定为亚洲重要地区的足球赛事转播独家销售代理，并代表国际足联与中国中央电视台就2022年世界杯和其他国际足联赛事转播权洽谈了合同签订事宜。
盈方与欧洲手球联合会（EHF）合作多年，与欧洲排球联合会（CEV）就两年一届的排球欧锦赛保持着长期的合作关系。盈方长期密切关注赛车项目，盈方摩托运动公司是eni FIM世界超级摩托车锦标赛的推广机构。在耐力项目方面，盈方与世界铁人三项公司（WTC）合作了超级铁人三项和超级铁人三项70.3等系列赛事，并负责赛事在欧洲和南美地区的商务推广，同时为赛事提供媒体版权方面的咨询服务。盈方的全资子公司盈方中国是中国顶级职业体育联赛CBA联赛和中国国家篮球队的全球独家市场合作伙伴。2017年摩纳哥举行的体育电视大奖评选中，盈方再次获得“年度最佳体育营销公司”。
2018年，盈方与法国电子竞技俱乐部Team Vitality宣布达成独家合作协议。Team Vitality是欧洲五大电子竞技俱乐部之一，盈方将负责Team Vitality赞助权的市场推广。
2018年6月，盈方宣布收购欧洲障碍赛主办方XLETIX GmbH。
2018年7月，盈方与意大利田径协会(FIDAL)签署了为期六年的协议。除了FIDAL所有的营销和商业权利外，盈方将赞助国家队球衣，以及FIDAL旗下精英赛事，包括国际田联钻石联赛，罗马半马拉松以及其他顶级联会赛事。